# Аннапурна II
Аннапурна II (неп. अन्नपूर्ण II, англ. Annapurna II) — гора в Азії, висотою — 7937 метрів, у гірського масиву Аннапурна в Гімалаях на території зони Ґандакі у Непалі.

## Географія
Друга за висотою гора в гірському масиві Анапурна. Вершина розташована у східній частині гірського масиву Аннапурна, на північному заході зони Ґандакі, на півночі Західного регіону у Непалі, за 41 км на південний захід від кордону з Китаєм, за 30 км на схід — південний-схід від Аннапурни I (8091 м), за 282 км на захід — північний-захід від гори Еверест (8848 м) та за 149 км на північний-захід від столиці Непалу — Катманду. Вершина являє собою масивну гору (масив) з двома значними вершинами висотою понад 7,5 тис. м, який простягся з заходу на схід: Аннапурна II (7937 м, на сході), Аннапурна IV (7525 м, на заході). Разом з горою Лам'юнґ Гімал (6983 м) Аннапурна II вінчає східний кінець головного хребта групи Аннапурни.
Абсолютна висота вершини 7937 метрів над рівнем моря. За цим показником вона займає 16-те місце у світі. Відносна висота — 2437 м з найвищим сідлом 5500 м. Топографічна ізоляція вершини відносно найближчої вищої гори Аннапурна I Східна (8026 м) — становить 29,08 км.

## Підкорення
У 1957 році британська експедиція здійснила безуспішну спробу піднятися на вершину. І тільки 1960 року непальсько-індійсько-британській експедиції у складі Крістіана Бонінгтона, Енджі Нийїми та Річарда Гранта вдалося перебратися через західний гребінь і 17 травня 1960 року, піднятися на вершину. З тих пір, вершина була підкорена тільки кілька разів. У 1983 році британська експедиція намагалася підкорити вершину взимку, але не змогла досягти реального успіху через глибокий, не злежаний сніг. І тільки 2 лютого 2007 року було здійснено перше зимове сходження міжнародною експедицією у складі німця Філіппа Кунца і трьох шерпів зі східного Непалу: Лхаппа Вонгеля, Темба Нуру та Лхаппа Тиндюка. Команда пройшла шлях першого підйому з північної сторони.